# Вербові
Вербові (Salicaceae) — родина квіткових рослин; у системі класифікації APG IV включена у ряд мальпігієцвіті. Нещодавні генетичні дослідження групи APG призвели до значного розширення цієї родини до 57 родів. У системі класифікації Кронквіста родина належить до свого власного порядку — вербоцвіті, і включає три роди: верба, тополя та чозенія.
Кількість видів у родині близько 700.

## Ботанічний опис
Дерева і чагарники, листопадні, дводомні, анемофільні та ентомофільні.
Листя чергове, цілісне, з прилистками (іноді рано опадає).
Формула квітки: {\displaystyle \ast P_{0}\;A_{2-\infty }\;G_{0}}; {\displaystyle \ast P_{0}\;A_{0}\;G_{({\underline {2}})}}. Суцвіття — сережки з одностатевих квіток, розташованих по одному в пазухах приквіткових лусок. Чоловічі квітки складаються з 10—30 тичинок (рід тополя) або з 2—5 тичинок (рід верба), оцвітина сильно вкорочена. Зав'язь верхня, сидяча або на ніжці, з двома цільними або двороздільними рильцями.
Плід — одногнізна багатонасінева коробочка, що розкривається двома стулками. Насіння дрібне, чисельне, з пучком волосків.

## Поширення та середовище проживання
Переважна більшість видів цієї родини зростає у місцевостях з помірним кліматом у північній півкулі. Значна кількість видів проникла у Арктику та у високогір'я. Лише окремі види заходять у помірну зону південної півкулі.
На території України росте декілька родів і 38 видів родини вербових.
Усі вербові світлолюбні та вологолюбні, досить швидко ростуть. Зростають здебільшого у лісах, заплавах, по берегах річок, у лісотундрі, тундрі та високогір'ях.

## Класифікація
Відповідно до сучасної системи класифікації APG II, пропонованої групою APG у родину включені наступні роди:
- Abatia
- Aphaerema
- Azara
- Banara
- Bartholomaea
- Bembicia
- Bennettiodendron
- Bivinia
- Byrsanthus
- Calantica
- Carrierea
- Casearia
- Chosenia
- Dissomeria
- Dovyalis
- Euceraea
- Flacourtia
- Hasseltia
- Hasseltiopsis
- Hecatostemon
- Hemiscolopia
- Homalium
- Idesia
- Itoa
- Laetia
- Lasiochlamys
- Ludia
- Lunania
- Macrohasseltia
- Mocquerysia
- Neopringlea
- Neoptychocarpus
- Neosprucea
- Olmediella
- Oncoba
- Ophiobotrys
- Osmelia
- Phyllobotryon
- Phylloclinium
- Pineda
- Pleuranthodendron
- Poliothyrsis
- Populus — Тополя
- Priamosia
- Prockia
- Pseudosalix†[4]
- Pseudoscolopia
- Pseudosmelia
- Ryania
- Salix — Верба
- Samyda
- Scolopia
- Scyphostegia
- Tetrathylacium
- Tisonia
- Trichostephanus
- Trimeria
- Xylosma
- Zuelania